# Porsgrunn/Skien
Porsgrunn/Skien är en flerkärnig tätort i Norge belägen i kommunerna Bamble, Porsgrunn och Skien i Telemark fylke. Den utgör en sammanväxning av städerna Porsgrunn, Skien, Brevik, Langesund och Stathelle. 
Tätorten omfattar huvuddelen av bebyggelsen i distriktet Grenland, som är Norges största industriområde. Till Grenland räknas numera kommunerna Bamble, Porsgrunn, Skien, Siljan, Kragerø och Drangedal.
Tätortens 94 709 invånare vid början av 2022 fördelade sig med 50 142 invånare i Skiens kommun, 34 291 invånare i Porsgrunns kommun och 10 276 invånare i Bamble kommun.